# O Juiz de Paz na Roça
O Juiz de Paz na Roça (1838) é uma peça teatral de Martins Pena (1815-1848). Trata-se de uma comédia em um ato de 23 cenas, primeira  obra de Martins Pena a ser representada, em 4 de outubro de 1838, no Teatro de São Pedro, pela companhia teatral de João Caetano (1808-1863).

## Enredo
A peça passa-se na roça e aborda com humor o jeito particular de ser da gente roceira do Brasil do século XIX, focando as cenas em torno de uma família da roça e do cotidiano de um juiz de paz neste ambiente e explorando uma série de situações em que transbordam a simplicidade e inocência daquelas pessoas.
Na comédia, o juiz de paz é um pequeno corrupto que usa a autoridade e inteligência para lidar (e suportar) com a absurda inocência dos roceiros, que lhe trazem os mais cômicos casos. O escrivão aparece como servo mais próximo do juiz e viabiliza suas ordens; no entanto, não é intencionalmente corrupto e chega a surpreender-se com algumas decisões de seu superior. A família de Manoel João (incluindo o negro Agostinho) mais José da Fonseca formam o núcleo mais importante da peça. Os outros personagens são roceiros que servem para apresentar ao juiz de paz as esdrúxulas situações que ele deve resolver...

## Personagens
Os personagens da peça, como os apresenta Martins Pena, são:
- Juiz de paz
- Escrivão do juiz (de paz)
- Manuel João, lavrador (guarda nacional).
- Maria Rosa, sua mulher
- Aninha, sua filha
- José (da Fonseca), amante de Aninha.

Lavradores:
- Inácio José
- José da Silva
- Francisco Antônio
- Manuel André
- Sampaio
- Tomás
- Josefa (Joaquina)
- Gregório
- negros

## Fragmentos
Os seguintes fragmentos ilustram passagens da comédia e a natureza de alguns personagens.

### Cena IV
Entra Manuel João com uma enxada no ombro, vestido de calças de ganga (tecido grosseiro de algodão) azul, com uma das pernas arregaçada, japona de baeta (tecido felpudo de lã) azul e descalço. Acompanha-o um negro com um cesto na cabeça e uma enxada no ombro, vestido de camisa e calça de algodão.
Aninha - Abença, meu pai.
Manuel João - Adeus, rapariga. Aonde está tua mãe?
Aninha - Está lá dentro preparando a jacuba (bebida preparada com agua, farinha e açúcar).
Manuel João - Vai dizer que traga, pois estou com muito calor. (Aninha sai. M. João, para o negro:) Olá, Agostinho, leva estas enxadas lá para dentro e vai botar este café no sol. (O preto sai. Manuel João senta-se.) Estou que não posso comigo; tenho trabalhado como um burro!

### Cena IX
Sala em casa do Juiz de Paz. Mesa no meio com papéis; cadeiras. Entra o Juiz de Paz vestido de calça branca, rodaque (casaco) de riscado, chinelas verdes e sem gravata.
Juiz - Vamo-nos ficando parando para dar audiência. (Arranja os papéis.) O escrivão já tarda; sem dúvida está na venda do Manuel do Coqueiro... O último recruta que se fez já vai-me fazendo peso.
Nada, não gosto de presos em casa. Podem fugir, e depois dizem que o juiz recebeu algum presente. (Batem à porta.) Quem é? Pode entrar. (Entra um negro com um cacho de bananas e uma carta, que entrega ao Juiz. Juiz, lendo a carta:) "Ilmo. Sr. - Muito me alegro de dizer a V. Sa. que a minha ao fazer desta é boa, e que a mesma desejo para V. Sa. pelos circunlóquios com que lhe venero." (Deixando de ler:) Circunlóquios...... Que nome em breve! O que quererá ele dizer? Continuemos. (Lendo:) Tomo a liberdade de mandar a V. Sa. um cacho de bananas-maçãs para V. Sa. comer com a sua boca e dar também a comer à Sra. Juíza e aos Srs. Juizinhos. V. Sa. há de reparar na insignificância do presente; porém, Ilmo. Sr., as reformas da Constituição permitem a cada um fazer o que quiser, e mesmo fazer presentes; ora, mandando assim as ditas reformas, V. Sa. fará o favor de aceitar as ditas bananas, que diz minha Teresa Ova serem muito boas. No mais, receba as ordens de quem é seu venerador e tem a honra de ser - Manuel André de Sapiruruca." Bom, tenho bananas para a sobremesa. Ó pai, leva estas bananas para dentro e entrega à senhora. Toma lá um vintém para teu tabaco. (Sai o negro.) O certo é que é bem bom ser Juiz de Paz cá pela roça. De vez em quando temos nossos presentes de galinhas, bananas, ovos, etc., etc. (Batem à porta.) Quem és?
Escrivão, dentro - Sou eu.
Juiz - Ah, é o escrivão. Pode entrar.